# Chabuata amoeba
Chabuata amoeba är en fjärilsart som beskrevs av George Francis Hampson 1903. Chabuata amoeba ingår i släktet Chabuata och familjen nattflyn. Inga underarter finns listade i Catalogue of Life.